# Episodi di Squadra Speciale Colonia (dodicesima stagione)
La dodicesima    stagione della serie televisiva Squadra speciale Colonia è stata trasmessa tra il 2013 e il 2014 sul canale tedesco ZDF.
| N° | Titolo originale                | Titolo in italiano           | Prima TV Germania | Prima TV Italia |
| -- | ------------------------------- | ---------------------------- | ----------------- | --------------- |
| 1  | Der stille Mord                 | Omicidio silenzioso          | 8 ottobre 2013    | 8 giugno 2018   |
| 2  | Die unbekannte Freundin         | L'amica silenziosa           | 15 ottobre 2013   | 9 giugno 2018   |
| 3  | Späte Mädchen                   | Angeli caduti                | 22 ottobre 2013   | 10 giugno 2018  |
| 4  | Tod im Stall                    | Morte nella stalla           | 29 ottobre 2013   | 11 giugno 2018  |
| 5  | Das Mädchen mit dem Flügelpferd | La ragazza sul cavallo alato | 5 novembre 2013   | 12 giugno 2018  |
| 6  | Tod eines Entführers            | La fine di un rapinatore     | 12 novembre 2013  | 13 giugno 2018  |
| 7  | Im Schutz der Nacht             | Nel buio della notte         | 19 novembre 2013  | 14 giugno 2018  |
| 8  | Die Gunst der Stunde            | Una strana coincidenza       | 26 novembre 2013  | 15 giugno 2018  |
| 9  | Ein Fall für Camilla            | Un caso per Camilla          | 3 dicembre 2013   | 16 giugno 2018  |
| 10 | Vatertag                        | La vergogna di un padre      | 10 dicembre 2013  | 17 giugno 2018  |
| 11 | Späte Reue                      | Pentimento tardivo           | 17 dicembre 2013  | 18 giugno 2018  |
| 12 | Leiche zum Dessert              | Dessert con delitto          | 7 gennaio 2014    | 19 giugno 2018  |
| 13 | Bulle sucht Frau                | Sbirro cerca moglie          | 14 gennaio 2014   | 20 giugno 2018  |
| 14 | Der Anwalt und der Kommissar    | L'avvocato e il commissario  | 21 gennaio 2014   | 21 giugno 2018  |
| 15 | Wer ohne Sünde ist              | La figlia del pastore        | 28 gennaio 2014   | 22 giugno 2018  |
| 16 | Ausweglos                       | L'esecuzione                 | 4 febbraio 2014   | 23 giugno 2018  |
| 17 | Blumen des Todes                | Fiori della morte            | 11 febbraio 2014  | 24 giugno 2018  |
| 18 | Opa ist tot!                    | Il nonno è morto             | 25 febbraio 2014  | 25 giugno 2018  |
| 19 | Schweigen                       | L'ultimo appuntamento        | 4 marzo 2014      | 26 giugno 2018  |
| 20 | Diamantenfieber                 | Febbre di diamante           | 11 marzo 2014     | 27 giugno 2018  |
| 21 | Blick in die Nacht              | Uno sguardo della notte      | 18 marzo 2014     | 28 giugno 2018  |
| 22 | Ein neues Leben                 | Una nuova vita               | 25 marzo 2014     | 29 giugno 2018  |
| 23 | Der große Wurf                  | Il colpaccio                 | 1 aprile 2014     | 30 giugno 2018  |
| 24 | Flucht in den Tod               | La fuga                      | 8 aprile 2014     | 14 luglio 2018  |